# Cantone di Limonest
Il Cantone di Limonest era una divisione amministrativa dell'arrondissement di Lione.
È stato soppresso a seguito della riforma complessiva dei cantoni del 2014, che è entrata in vigore con le elezioni dipartimentali del 2015.
Comprendeva i comuni di:
- Chasselay
- Les Chères
- Civrieux-d'Azergues
- Collonges-au-Mont-d'Or
- Limonest
- Lissieu
- Marcilly-d'Azergues
- Saint-Cyr-au-Mont-d'Or
- Saint-Didier-au-Mont-d'Or